# Musikjahr 1779
Liste der Musikjahre

◄◄ | ◄ | 1775 | 1776 | 1777 | 1778 | Musikjahr 1779 | 1780 | 1781 | 1782 | 1783 | ► | ►►

Weitere Ereignisse
Dieser Artikel behandelt das Musikjahr 1779.

## Ereignisse
- 16. Februar: Komponist William Boyce wird in der St. Paul’s Cathedral beigesetzt. Die Chöre der St. Paul’s Cathedral, der Westminster Abbey und der Chapel Royal singen bei seiner Beerdigung.
- 00. April: Das London Magazine berichtet über das Orgelspiel des dreijährigen Wunderkindes William Crotch. Er soll bereits im Alter von 2 Jahren und 3 Monaten in der Lage gewesen sein, auf einer von seinem Vater – einem Zimmermann – konstruierten Orgel die englische Nationalhymne zu spielen.
- Wolfgang Amadeus Mozart beginnt mit der Arbeit an dem Singspiel Zaide, das jedoch unvollendet bleibt. Erst 1866 erfolgt die Uraufführung des Fragments in Frankfurt am Main.
- Das heute nicht mehr erhaltene Opernhaus im Schloss Esterházy brennt ab, wird aber nach zwei Jahren wieder aufgebaut.

### Opern und andere Bühnenwerke
- 17. Januar: Die komische Oper Das Grab des Mufti oder Die beiden (zwei) Geizigen von Johann Adam Hiller hat ihre Uraufführung.
- 31. Januar: Die komische Oper Der Müller als Zauberer, Betrüger und Brautwerber von Michail Sokolowski auf ein Libretto von Alexander Ablessimow wird im Theater von Michael Maddox im Hause Woronzow auf der Snamenka in Moskau uraufgeführt.
- 14. Februar: Die Uraufführung der Oper Gli astrologi immaginari (Die eingebildeten Astrologen) von Giovanni Paisiello findet in Sankt Petersburg statt.
- 25. April: Die Uraufführung der Oper La vera costanza (Der flatterhafte Liebhaber) von Joseph Haydn erfolgt in Esterház.
- 18. Mai: Die Oper Iphigénie en Tauride von Christoph Willibald Gluck hat ihre Uraufführung an der Pariser Oper.

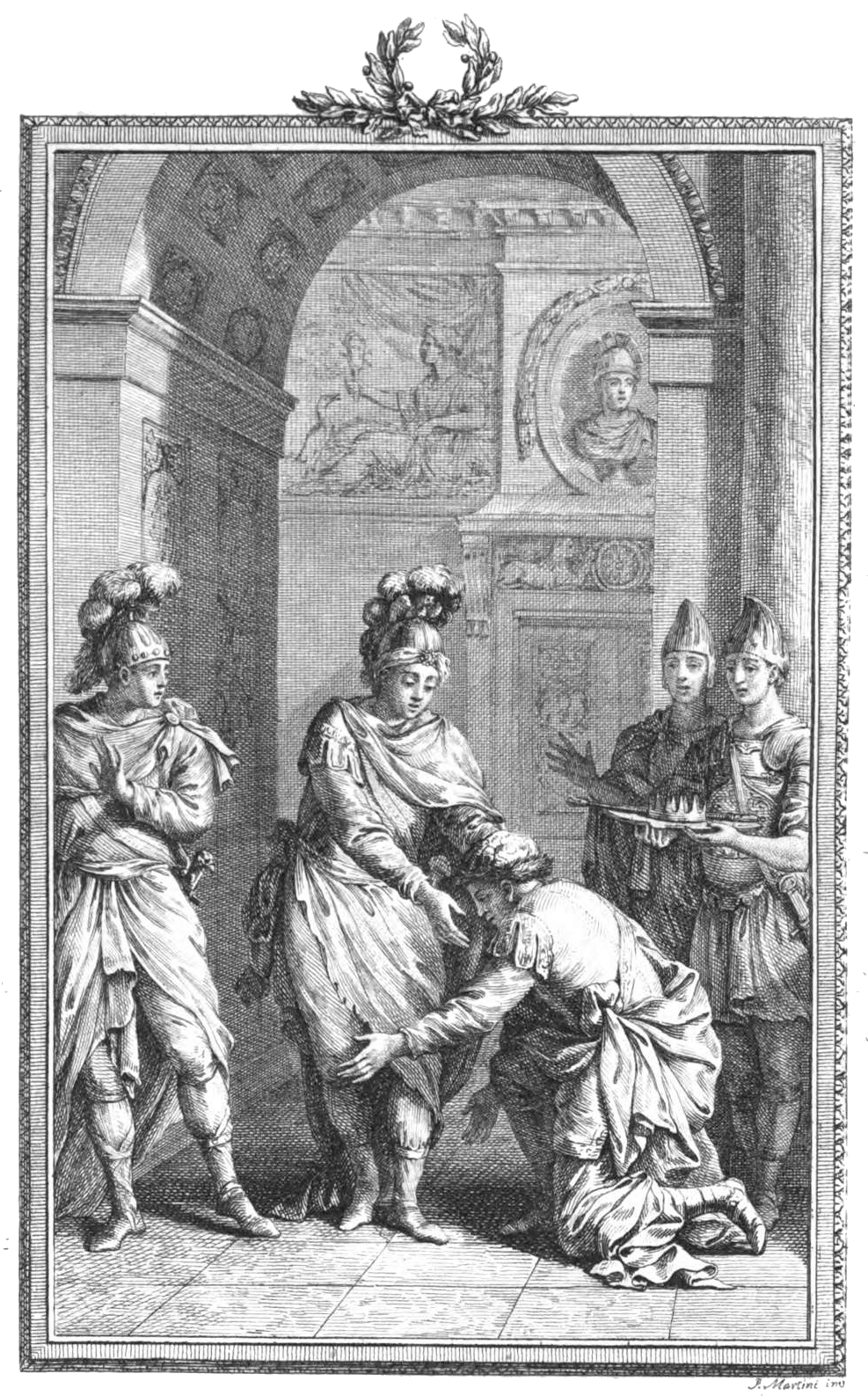
Demetrio, 3. Akt, 8. Szene „Son tuo vasallo, ed il mio Re tu sei“

- 13. August: Uraufführung der Oper Il Demetrio von Josef Myslivečeks nach dem Libretto von Pietro Metastasio im Teatro San Carlo in Neapel.
- 20. September: Uraufführung des Melodrams Pygmalion von Georg Benda in Gotha.
- 06. Dezember: Die Uraufführung der Oper L’isola disabitata (Die unbewohnte Insel) von Joseph Haydn erfolgt in Esterház.
- 14. Dezember: Die Oper Amadis de Gaule von Johann Christian Bach nach dem bereits von Jean-Baptiste Lully vertonten Libretto von Philippe Quinault fällt in Paris bei ihrer Uraufführung an der Académie Royale de Musique durch.
- 26. Dezember: Das Teatro alla Scala in Mailand eröffnet die Karnevalssaison mit Josef Myslivečeks neuer Oper Armida.
- 30. Dezember: Im Schloss Versailles wird die Oper Aucassin et Nicolette ou Les mœurs du bon vieux temps von André-Ernest-Modeste Grétry uraufgeführt.
- Die Oper La Circe von Josef Mysliveček auf das Libretto von D. Perrell wird in Venedig im Teatro San Benedetto uraufgeführt.
- Uraufführung der Oper L'infedeltà fedele von Domenico Cimarosa.
- Ebenfalls 1779 brachte Peter von Winter seine zweite Oper Lenardo und Blandine in München heraus.
- Vicente Martín y Soler veröffentlicht mehrere Werke: (1) Ifigenia in Aulide (Oper); (2) Il re Gerone (Kantate); (3) Griselda (Ballett); (4) Orfeo su Monte Rodope (Ballett) und (5) Artaserse (Ballett).

### Kammermusik
- Luigi Boccherini
  - 6 Quintettini op. 27
  - 6 Quintetti op. 28
  - 6 Quintetti op. 29[1]

### Kirchenmusik
- 23. März: Wolfgang Amadeus Mozart vollendet die vermutlich für die Osterfeierlichkeiten am 4. April im Salzburger Dom geschriebene Messe, die Jahre später unter dem Namen Krönungsmesse Bekanntheit erlangt.
- Wolfgang Amadeus Mozart komponiert die Chor-Komposition Vesperae de Dominica KV 321.

### Orchestermusik
- Joseph Bologne, Chevalier de Saint-Georges
  - Zwei Sinfonien op. 11
- Joseph Haydn
  - Sinfonie Nr. 70 in D-Dur, Uraufführung am 18.12 auf Esterhaza
  - Sinfonie Nr. 71 in B-Dur
  - Sinfonie Nr. 75 in D-Dur
- Wolfgang Amadeus Mozart
  - Sinfonie Nr. 32 in G-Dur (KV 318)
  - Sinfonie Nr. 33 in G-Dur (KV 319)
  - Sinfonia concertante für Violine und Viola Es-Dur (KV 364/320d)
  - Sinfonia concertante für Violine, Viola und Cello A-Dur (KV 320e)
  - Klavierkonzert Nr. 10 für zwei Klaviere in Es-Dur (KV 365)
  - Serenade Nr. 9 D-Dur, „Posthorn“ (KV 320)
  - Marsch D-Dur (KV 320a Nr. 1)
  - Marsch D-Dur (KV 320a Nr. 2)

### Publikationen
- Francesco Antonio Vallotti – Della scienza teorica e pratica della moderna musica (Von der theoretischen und praktischen Wissenschaft der modernen Musik)

## Geboren

### Geburtsdatum gesichert
- 15. Januar: Jean Coralli, französischer Tänzer und Ballettmeister italienischer Herkunft († 1854)
- 02. Februar: Georg Heinrich Lux, deutscher Schullehrer, Organist und Komponist († 1861)
- 05. Februar: François (Frans) Van Campenhout, belgischer Opernsänger, Dirigent und Komponist († 1848)
- 22. Februar: Joachim Nicolas Eggert, schwedischer Komponist und Dirigent († 1813)
- 23. Februar: Johann Kaspar Aiblinger, deutscher Komponist und Kapellmeister († 1867)
- 01. März: Jacob Gottfried Weber, deutscher Musiktheoretiker, Komponist, Jurist und Abgeordneter († 1839)
- 21. März: Alexis de Garaudé, französischer Musikpädagoge und Komponist († 1852)
- 29. März: Christian Heinrich Zeller, deutscher Pädagoge und Kirchenliederdichter pietistischer Richtung († 1860)
- 30. März: Carl Friedrich Peters, deutscher Musikalien- und Buchhändler sowie Verleger († 1827)
- 17. April: Friedrich von Boyneburgk, deutscher Komponist und Klarinettist sowie Kammerherr († 1854)
- 20. April: Gottlob August Krille, deutscher Komponist und Kreuzkantor († 1813)
- 15. Mai: Wilhelm Lechleitner, österreichischer Komponist, Chorregent und Pädagoge († 1827)
- 17. Mai: Juan Meserón, venezolanischer Flötist und Komponist († 1842)
- 28. Mai: Thomas Moore, irischer Dichter, Schriftsteller, Übersetzer und Balladen-Sänger († 1852)
- 03. Juni: Ludwig Zinkeisen, deutscher Geiger, Violinpädagoge und Komponist († 1838)
- 23. Juni: Johann Baptist Schiedermayr, deutscher Komponist und Kirchenmusiker († 1840)
- 20. Juli: Ignaz Schuster, österreichischer Schauspieler und Komponist († 1835)
- 17. August: Franz de Paula Roser, österreichischer Komponist und Dirigent († 1830)
- 10. September: Louis Alexandre Piccinni, französischer Komponist († 1850)
- 04. Oktober: Pamphile Léopold François Aimon, französischer Komponist († 1866)
- 02. Dezember: Pjotr Iwanowitsch Turtschaninow, russischer Komponist († 1856)

### Genaues Geburtsdatum unbekannt
- Johann Carl Friedrich Lochmann, sächsisch-preußischer Orgelbauer († 1838)
- Johann Heinrich Friedrich Schütz, deutscher Organist, Kantor, Pädagoge und Badeinspektor († 1829)

## Gestorben

### Todesdatum gesichert
- 02. Februar: Georg Philipp Kress, deutscher Komponist und Violinist (* 1719)

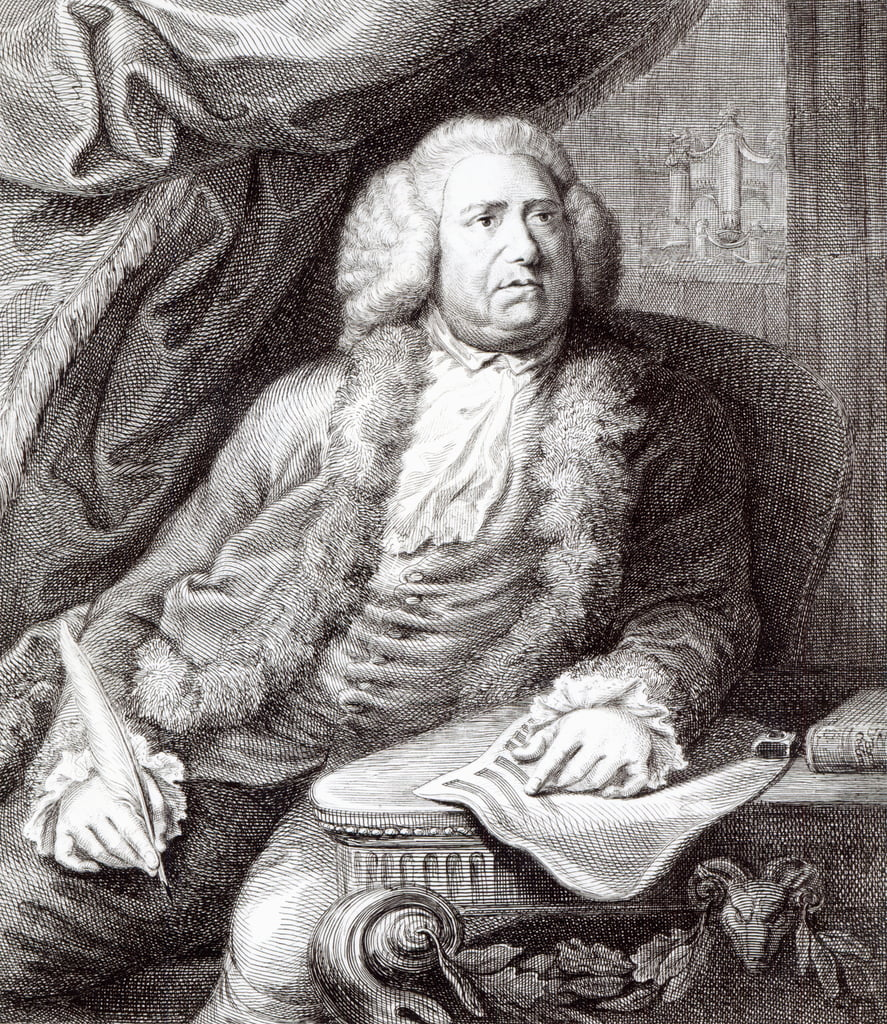
William Boyce; † 7. Februar

- 07. Februar: William Boyce, englischer Komponist (* 1711)
- 12. Februar: Henrik Filip Johnsen, schwedischer Komponist (* 1717)
- 12. März: Leonhard Balthasar Schmahl, deutscher Orgelbauer (* 1729)
- 13. März: Roman Benedikt Nollet, Orgelbauer (* 1710)
- 17. März: Franz Leopold Graff, österreichischer Komponist (* 1719)
- 06. April: Ernst Christoph Dressler, deutscher Komponist, Tenor, Geiger und Musiktheoretiker (* 1734)

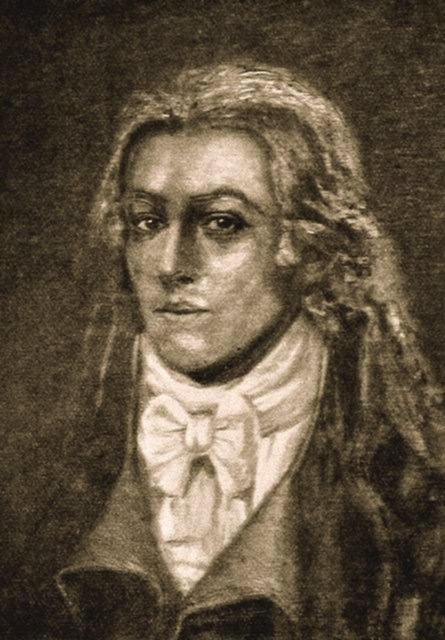
Tommaso Traetta; † 6. April

- 06. April: Tommaso Traetta, italienischer Komponist (* 1727)
- 07. April: Martha Ray, englische Sängerin (* 1742)
- 10. April: Grigori Nikolajewitsch Teplow, russischer Komponist (* 1717)
- 18. April: François Granier, französischer Komponist, Cellist und Violinist (* 1717)
- 00. April: Gottfried Heinrich Gloger, deutscher Orgelbauer (* 1710)
- 21. Mai: Johann Evangelist Feyrstein, altösterreichischer Orgelbauer (* 1735)
- 28. Mai: Kaspar Mitterreither, österreichischer Orgelbauer (* unbekannt)
- 29. Mai: Johann Adolph Hass, deutscher Cembalo- und Clavichordbauer (* 1713)
- 06. Juli: Johann Christoph Clauder, deutscher Librettist und Schriftsteller (* 1701)
- 14. Juli: Anton Römer, österreichischer Orgelbauer (* 1724)
- 18. Juli: Luisa Bergalli, italienische Dichterin und Librettistin (* 1703)
- 12. Oktober: Joseph Garnier, französischer Komponist und Kapellmeister (* unbekannt)
- 25. Oktober: Johann Andreas Bach, deutscher Hautboist und Organist (* 1713)
- 13. November: Johann Adam, deutscher Bratschist und Komponist (* um 1705)
- 25. November: François Dom Bédos de Celles, französischer Benediktiner, Orgelbauer, Gutachter und Schriftsteller (* 1709)
- 27. November: Josse Boutmy, aus den habsburgischen Niederlanden (Belgien) stammender Komponist und Cembalist (* 1697)
- 05. Dezember: Herman Antonín Jelínek, böhmischer Komponist und Violinvirtuose (* 1709)
- 23. Dezember: Franciscus Volckland, deutscher Orgelbauer (* 1696)
- 28. Dezember: Gennaro Manna, italienischer Komponist (* 1715)

### Genaues Todesdatum unbekannt
- Domenico Annibali, italienischer Altkastrat (* zwischen 1700 und 1705)
- Hieronymus Spiegel, deutscher Orgelbauer (* 1699)